# Armée occidentale des volontaires
L'Armée occidentale des volontaires (en russe : За́падная доброво́льческая а́рмия) est une unité anti-bolchévique germanophile commandée par P. R. Bermont-Avalov pendant la guerre civile russe. Composée d’officiers russes et de volontaires allemands, elle mène des opérations en 1918-1919 dans les Pays baltes, luttant contre les bolchéviques et la république de Lettonie qui a proclamé son indépendance le 18 novembre 1918.

## Composition
- « 1er corps de volontaires du comte Keller » (10 000 hommes, commandant : colonel Pototski)
  - Division de plastounes
  - 1er régiment d’artillerie (deux divisions)
  - 1re et 2e batteries à cheval
  - Régiment de hussards du comte Keller (colonel Dolinski)
  - 1er régiment de cavalerie
  - Escadron d’escorte
  - Demi-sotnia cosaque
  - 1er bataillon de réserve
  - Unités techniques
- « Corps de volontaires du colonel Vyrgolitch » (5 000 hommes)
  - 1er régiment de tirailleurs
  - Division d’artillerie
  - Régiment de cavalerie (colonel Markov)
  - Unités techniques
- Unités de volontaires allemands (environ 40 000 hommes)
  - « Division de fer » (Major Bischoff)
  - « Légion allemande » (Capitaine Sievert)
  - « Corps franc Plehwe » (Capitaine von Plehwe)
  - « Corps franc Diebitsch »
  - « Corps franc Roßbach » (Gerhard Rossbach)
  - « Escouade de fer Berthold » (Rudolf Berthold)

## Historique
Le noyau de l’armée est composé d’officiers russes, sous le commandement de Pavel Bermont-Avalov, envoyés fin 1918 de Kiev dans les Pays baltes à la suite du traité de Brest-Litovsk. Les Allemands projettent la création de deux armées pro-allemandes et pro-monarchiques formées de volontaires russes sur les territoires cédés par les bolchéviques : l’une en Ukraine et dans la région du Don, l’autre dans les pays baltes. Cependant la défaite de l’Empire allemand entraîne le retrait des troupes allemandes d’Ukraine et la chute du régime de l'hetman Pavlo Skoropadsky.
Conformément à l’article 12 de l'armistice de Rethondes, les troupes allemandes peuvent cependant rester dans les Pays baltes afin de repousser les forces bolchéviques. En mars 1919, l’armée allemande aide à la formation de deux détachements de volontaires : celui du comte Keller et celui du colonel Vyrgolitch. Ces détachements font tout d’abord partie du corps des volontaires du prince Anatoli Lieven et sont basés à Mitau.
Le 9 juillet, ils reçoivent l’ordre du général Ioudenitch de rejoindre l’armée du nord-ouest sur le front de Narva, soutenu par les Anglais. Les colonels Bermont et Vyrgolitch, arguant que la formation de leur unités n’était pas finie, refusent de monter au front et quittent le corps Lieven (transféré à Reval et Narva).
Fin août un gouvernement de la Russie occidentale germanophile est formé et le 5 septembre les détachements de volontaires sont regroupés dans l’armée occidentale des volontaires commandée par Bermont-Avalov. L’objectif est de renverser les bolchéviques. Le 21 septembre la Baltische Landeswehr, force armée du Duché balte uni en cours de constitution, rejoint l’armée qui compte alors plus de 50 000 hommes.
Dans le cadre d’une attaque concertée des forces anti-bolchéviques en septembre 1919, l’armée occidentale devait marcher sur Dünaburg, Velikié Louki et Bologoïe afin de couper la voie ferrée Moscou-Petrograd. Le gouvernement letton n’autorisant pas le passage des troupes, les premiers accrochages entre unités lettonnes et armée occidentale ont lieu le 7 octobre. L’avancée de l’armée occidentale sur Riga est arrêtée le 16 octobre. Le château de Rundale, aux mains des troupes de Bermont durant cette période, est saccagé.
À la mi-novembre, les troupes lettonnes passent à l’attaque et repoussent progressivement Bermont jusqu’à la frontière prussienne. Début décembre, l’armée reçoit l’autorisation de passer en Allemagne où elle continue d’exister un certain temps comme unité militaire.
Le comportement indécis de l’armée occidentale des volontaires à Riga en octobre 1918 est souvent cité comme une des raisons de l’échec de l’offensive de Ioudenitch sur Petrograd.

## Uniforme
Les uniformes de l’armée occidentale des volontaires étaient fournis par l’Allemagne et agrémentés de signes distinctifs russes, en particulier les pattes d’épaules selon le modèle de l’armée impériale russe et une croix orthodoxe portée sur la manche gauche.